# Delphine Minoui
Delphine Minoui, née en 1974, est une journaliste et écrivaine franco-iranienne spécialiste du Moyen-Orient et plus particulièrement de l'Iran.

## Biographie

### Enfance et études
Delphine Minoui est issue d'une famille franco-iranienne ; sa mère est française et son père iranien. Son grand-père était diplomate à l'UNESCO. Elle est marquée par une enfance « hypertimide » et choisit de s'orienter vers le journalisme.
Delphine Minoui est major de promotion du CELSA (section journalisme) en 1997 puis diplômée de l'EHESS en 1999.

### Carrière professionnelle
Elle s'installe en Iran pour exercer sa profession de journaliste, entre 1997 et 2007, avant de s'établir à Beyrouth, au Caire puis à Istanbul,,,,.
Correspondante de France Inter et France Info dès 1999, elle collabore à partir de 2002 au Figaro. Grand reporter spécialiste du monde arabe, elle est correspondante Moyen-Orient pour Le Figaro depuis 2009, basée à Istanbul,,,.
Elle a réalisé et collaboré à plusieurs documentaires et publié plusieurs ouvrages.
En 2006, Delphine Minoui est lauréate du prix Albert-Londres pour une série d'articles sur l'Irak et l'Iran,.
Elle a écrit sur Nojoud Ali, la première petite fille à avoir obtenu le divorce au Yémen, sur l'Iran, et a également reçu le Grand Prix des lectrices Elle en 2018 pour son document sur la résistance pacifique syrienne à Daraya, Les Passeurs de livres de Daraya. En 2023, elle a publié L'Alphabet du silence, et en 2024 Badjens (sur la révolte pacifique des femmes et adolescentes iraniennes),.

## Ouvrages et réalisations

### Publications
- Jeunesse d'Iran : Les Voix du changement, Paris, Autrement, coll. « Monde », 13 avril 2001, 1re éd., 221 p., 25 cm × 17 cm × 1,5 cm, couverture couleur, broché (ISBN 978-2-7467-0103-8, LCCN 2001438000, présentation en ligne)
- Les Pintades à Téhéran : Chroniques de la vie des Iraniennes  (ill. Sophie Bouxom), Paris, Éditions Jacob-Duvernet, coll. « Les Pintades à », 23 mai 2007, 1re éd., 198 p., 15,5 cm × 24 cm × 1,6 cm, couverture couleur, broché (ISBN 978-2-84724-155-6, LCCN 2007485179, lire en ligne)
- Les Pintades à Téhéran : Chroniques de la vie des Iraniennes, leurs adresses, leurs bons plans  (ill. Sophie Bouxom), Paris, LGF/Le Livre de poche, coll. « Le Livre de poche », 29 avril 2009, 1re éd., 280 p., 11 cm × 18 cm × 1,6 cm, couverture couleur, broché (ISBN 978-2-253-08483-9, lire en ligne)
- Tripoliwood, Paris, Grasset, 5 octobre 2011, 1re éd., 208 p., 20,5 cm × 13 cm, couverture couleur, broché (ISBN 978-2-246-79087-7)
- Je vous écris de Téhéran, Paris, Seuil, 5 mars 2015, 1re éd., 317 p., 22 cm × 14,5 cm × 2,2 cm, couverture couleur, broché (ISBN 978-2-02-122357-6)[17]
- Les Passeurs de livres de Daraya, Seuil, 2017[9].
- L'Alphabet du silence, Éditions Iconoclaste, 2023
- Badjens, Seuil, 2024[15].

### Filmographie
Elle coréalise avec Bruno Joucla un film documentaire, Daraya, la bibliothèque sous les bombes (Brotherfilms, 2018), inspiré de son livre Les Passeurs de livres de Darayaconcernant la bibliothèque clandestine développée lors du siège de Daraya, ainsi que la suite : ce que sont devenus les bibliothécaires après la reprise de Daraya par le régime syrien et le déplacement des populations.

## Prix et récompenses
- 2006 : prix Albert-Londres pour une série d'articles sur l'Irak et l'Iran[12],[2];
- 2018 : Grand Prix des lectrices Elle pour Les Passeurs de livres de Daraya[14];
- 2023 : Prix Constantinople pour L'Alphabet du silence[2];
- 2025 : Prix des Visionnaires pour Badjens[20].